# بستان (صور)
بستان هي إحدى القرى اللبنانية من قرى قضاء صور في محافظة الجنوب.